# سبونر
سبونر (ويسكونسن) (بالإنجليزية: Spooner, Wisconsin)‏ هي بلدة و fourth-class city تقع في الولايات المتحدة في مقاطعة واشبرن (ويسكونسن). يقدر عدد سكانها بـ 2,682 نسمة ومساحتها 9.12 كم2 .

## التركيبة السكانية
قام مكتب تعداد الولايات المتحدة بتحديد بيانات التركيبة السكانية لسبونرفي تعداد الولايات المتحدة. في ما يلي، التركيبة السكانية حسب تعدادي 2000 و2010.

### تعداد عام 2000
بلغ عدد سكان سبونر 2,653 نسمة بحسب تعداد عام 2000، وبلغ عدد الأسر 1,148 أسرة وعدد العائلات 662 عائلة مقيمة في المدينة. في حين سجلت الكثافة السكانية 875.9 نسمة لكل ميل مربع (338.2/كم2). وبلغ عدد الوحدات السكنية 1,249 وحدة بمتوسط كثافة قدره 412.4 نسمة لكل ميل مربع (159.2/كم2).
وتوزع التركيب العرقي للمدينة بنسبة 95.97% من البيض و 2.04% من الأمريكيين الأصليين و 0.04% من الأمريكيين ذوي الأصول الآسيوية و 0.41% من الأمريكيين الأفارقة و 1.17% من عرقين مختلطين أو أكثر.
بلغ عدد الأسر 1,148 أسرة كانت نسبة 27.4% منها لديها أطفال تحت سن الثامنة عشر تعيش معهم، وبلغت نسبة الأزواج القاطنين مع بعضهم البعض 42.4% من أصل المجموع الكلي للأسر، ونسبة 11.1% من الأسر كان لديها معيلات من الإناث دون وجود شريك، وكانت نسبة 42.3% من غير العائلات. تألفت نسبة 37.8% من أصل جميع الأسر من أفراد ونسبة 20.4% كانوا يعيش معهم شخص وحيد يبلغ من العمر 65 عاماً فما فوق. وبلغ متوسط حجم الأسرة المعيشية 2.90، أما متوسط حجم العائلات فبلغ 2.22.
بلغ العمر الوسطي للسكان 41 عاماً. وكانت نسبة 24.0% من القاطنين تحت سن الثامنة عشر، وكانت نسبة 7.2% بين الثامنة عشر والأربعة وعشرون عاماً، ونسبة 24.3% كانت واقعةً في الفئة العمرية ما بين الخامسة والعشرون حتى والأربعة وأربعون عاماً، ونسبة 21.7% كانت ما بين الخامسة والأربعون حتى الرابعة والستون، ونسبة 22.8% كانت ضمن فئة الخامسة والستون عاماً فما فوق. يوجد لكل 100 أنثى 85.9 ذكر، ويوجد لكل 100 أنثى في الثامنة عشر من عمرها فما فوق 77.8 ذكر.
بلغ متوسط دخل الأسرة في المدينة 27,768 دولار، أما متوسط دخل العائلة فبلغ 39,677 دولار. وكانت نسبة 7.6% من العائلات ونسبة 11.9% من السكان تحت خط الفقر، وكان من هؤلاء نسبة 12.7% تحت سن الثامنة عشر ونسبة 10.5% في الخامسة والستين من العمر وما فوق.

### تعداد عام 2010
بلغ عدد سكان سبونر 2,682 نسمة بحسب تعداد عام 2010، وبلغ عدد الأسر 1,180 أسرة وعدد العائلات 666 عائلة مقيمة في المدينة. في حين سجلت الكثافة السكانية 815.2 نسمة لكل ميل مربع (314.8/كم2). وبلغ عدد الوحدات السكنية 1,302 وحدة بمتوسط كثافة قدره 395.7 لكل ميل مربع (152.8/كم2).
وتوزع التركيب العرقي للمدينة بنسبة 95.1% من البيض و 1.9% من الأمريكيين الأصليين و 0.7% من الأمريكيين ذوي الأصول الآسيوية و 0.3% من الأمريكيين الأفارقة و 1.9% من عرقين مختلطين أو أكثر.
بلغ عدد الأسر 1,180 أسرة كانت نسبة 28.9% منها لديها أطفال تحت سن الثامنة عشر تعيش معهم، وبلغت نسبة الأزواج القاطنين مع بعضهم البعض 37.2% من أصل المجموع الكلي للأسر، ونسبة 13.5% من الأسر كان لديها معيلات من الإناث دون وجود شريك، بينما كانت نسبة 5.8% من الأسر لديها معيلون من الذكور دون وجود شريكة وكانت نسبة 43.6% من غير العائلات. تألفت نسبة 38.1% من أصل جميع الأسر من أفراد ونسبة 18.3% كانوا يعيش معهم شخص وحيد يبلغ من العمر 65 عاماً فما فوق. وبلغ متوسط حجم الأسرة المعيشية 2.84، أما متوسط حجم العائلات فبلغ 2.18.
بلغ العمر الوسطي للسكان 41.6 عاماً. وكانت نسبة 23.9% من القاطنين تحت سن الثامنة عشر، وكانت نسبة 7.8% بين الثامنة عشر والأربعة وعشرون عاماً، ونسبة 21.5% كانت واقعةً في الفئة العمرية ما بين الخامسة والعشرون حتى والأربعة وأربعون عاماً، ونسبة 25.3% كانت ما بين الخامسة والأربعون حتى الرابعة والستون، ونسبة 21.5% كانت ضمن فئة الخامسة والستون عاماً فما فوق. وتوزع التركيب الجنسي للسكان بنسبة 45.6% ذكور و54.4% إناث.

## الموقع الجغرافي
الموقع الجغرافي للمناطق المحيطة بهذه النقطة هو كالتالي: